# Coradion melanopus
Coradion melanopus là một loài cá biển thuộc chi Coradion trong họ Cá bướm. Loài này được mô tả lần đầu tiên vào năm 1831.

## Từ nguyên
Từ định danh của loài cá này được ghép bởi hai từ trong tiếng Hy Lạp cổ đại, mélanos (μέλανος; "đen") và poús (πούς; "chân"), hàm ý đề cập đến vây bụng có màu đen ở loài cá này.

## Phạm vi phân bố và môi trường sống
C. melanopus được phân bố giới hạn trong khu vực Tam giác San Hô, từ Philippines (trừ đảo Palawan) trải dài về phía nam đến Papua New Guinea và quần đảo Bismarck, rải rác tại các đảo Sulawesi, Halmahera, Seram và tỉnh Tây Papua (Indonesia).
C. melanopus thường sống trên các rạn viền bờ có sự phát triển phong phú của hải miên và thủy tức, hoặc trong các đầm phá mà san hô phát triển thưa thớt, được tìm thấy ở độ sâu khoảng 2–50 m.

## Mô tả
Chiều dài lớn nhất được ghi nhận ở C. melanopus là 15 cm. C. melanopus cũng có bốn dải sọc như Coradion altivelis và Coradion chrysozonus, với cặp sọc chữ V màu nâu sẫm kéo dài xuống vị trí vây bụng, một sọc nâu khác ở trên đầu và băng qua mắt, sọc ở thân sau có thêm viền cam. Thân sau ở cá trưởng thành có tới hai đốm đen viền trắng xanh, một trên vây lưng và một trên vây hậu môn. Mõm ngắn và nhọn. Vây bụng có màu nâu đen. Vây đuôi trong mờ; cuống đuôi có một vạch đen.
Số gai ở vây lưng: 10; Số tia vây ở vây lưng: 24–27; Số gai ở vây hậu môn: 3; Số tia vây ở vây hậu môn: 17–18; Số gai ở vây bụng: 1; Số tia vây ở vây bụng: 5.

## Sinh thái học
Thức ăn chủ yếu của C. melanopus là hải miên (bọt biển), thường thấy nhất đối với bọt biển của chi Xestospongia. C. melanopus sống đơn độc và ghép cặp vào mùa sinh sản.

## Thương mại
C. melanopus ít được xuất khẩu trong ngành buôn bán cá cảnh.